# Romneya
Romneya è un genere di piante da fiore appartenenti alla famiglia dei papaveri (Papaveraceae). Ci sono due specie nel genere Romneya, che prende il nome dall'astronomo irlandese John Thomas Romney Robinson. Sono conosciuti comunemente come papaveri Matilija o papaveri arboricoli e sono originari della California e del Messico settentrionale.
Sono arbusti perenni con fusti legnosi. Possono crescere fino a un'altezza di 2,5 metri (8,2 piedi) e una larghezza di 1 m (39 pollici), con i fiori fino a 13 cm (5,1 pollici) di diametro. Le foglie verde argentato sono profondamente tagliate, con una piccola frangia di peli ai margini.
Si distinguono per i loro grandi fiori bianchi con centro giallo intenso, che sbocciano in estate. Romneya produce i fiori più grandi di tutti i membri della famiglia dei papaveri. Questi fiori preferiscono un luogo caldo e soleggiato e un terreno fertile con un buon drenaggio dell'acqua. Non si coltivano facilmente ma una volta stabilizzati sono difficili da rimuovere. In natura, sono conosciuti come "seguaci del fuoco" poiché possono essere trovati frequentemente, ma non esclusivamente, nelle aree bruciate. È anche conosciuto come il "fiore dell'uovo fritto" o "pianta di melanzane fritte".
Le due specie sono:
- Romneya coulteri Harv. – Il papavero Matilija di Coulter
- Romneya trichocalyx Eastw. – Papavero ispido di Matilija. Alcuni lo considerano una varietà di Romneya coulteri, ma è accettato nei manuali recenti.